# DotGNU
DotGNU är ett GNU-projekt som försöker att ta fram ett öppet och fritt system som ska motsvara Microsoft .NET.